# More (textile)
Pour les articles homonymes, voir More.
Le more (prononcé /ˈmore/) est l’écorce interne de l'Hibiscus tiliaceus (appelé en tahitien pūrau), avec laquelle on fabrique des cordes, des nattes, des costumes de danse et des sandales. En Polynésie française, la jupe du costume de danse tahitienne (’ahu more) est souvent nommée simplement more.